# Rasteranalyse
Als Rasteranalyse wird ein Verfahren zu Bilderkennung und automatischen Klassifizierung in der Informatik bezeichnet. Dabei wird das Bild in größer werdende Teile gerastert (gepixelt) und dann das unschärfere Bild mit bekannten Mustern verglichen. Im Gegensatz zu anderen Verfahren (wie zum Beispiel Clusteranalyse) ist das Ziel jedoch lediglich, das gesamte Objekt auf dem Bild zu klassifizieren ohne es dabei in kleinere Unterklassen zu teilen (globale Klassifizierung).

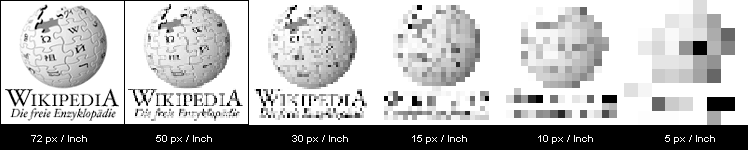
Wikipedialogo in mehreren Rasterschritten

## Algorithmus

### Rasterung
Das Verfahren der Rasterung lässt sich mathematisch erfassen. Dazu überträgt man die Bildpunkte (Pixel) in eine Matrix. Bei Schwarz-Weiß-Bildern wird der Helligkeitswert eingetragen, bei einem Farbbild ein 3-Tupel der RGB-Farbwerte.
{\displaystyle {\begin{pmatrix}{x_{11}}&\cdots &{x_{1b}}\\\vdots &\ddots &\vdots \\{x_{a1}}&\cdots &{x_{ab}}\\\end{pmatrix}}}
Es wird immer wieder ein neuer Durchlauf gestartet, solange bis das Bild einer bekannten Klasse zugeordnet werden kann.
Für Durchlauf {\displaystyle \lambda } gilt zeilenweise: {\displaystyle x_{cd}=\sum _{n=1}^{2\lambda +1}x_{n1}+x_{n2}+\cdots +x_{nb}}
wobei:{\displaystyle \{(c,d)\in \mathbb {N} ^{2}|c=\gamma 2\lambda \land d=\delta 2\lambda \land \gamma ,\delta \in \mathbb {N} \}}

### Klassifikation
- das entstandene Muster wird mit den bekannten Mustern verglichen
- wenn es keine Übereinstimmung gibt, wird ein neuer Durchlauf der Rasterung gestartet
- sobald ein gleiches Muster gefunden wird, ist die Zielklasse gefunden
- wenn bis zum Maximalraster kein gleiches Muster gefunden wird, werden die erzeugten Muster rückwärts auf bekannte ähnliche Klassen geprüft, (es werden also je nur {\displaystyle ab-\lambda } Rastersegmente verglichen)
- sobald {\displaystyle ab-\lambda } Rastersegmente gleich sind, ist die Zielklasse gefunden

Anmerkung: Die Wahrscheinlichkeit, dass keine Zielklasse gefunden wird, ist bei diesem Verfahren sehr gering. Jedoch besteht die Gefahr, dass die Zielklasse nicht sinnvoll bzw. falsch ist, wenn die Lernphase zu kurz war.

## Beispiel
zur Veranschaulichung der globalen Klassifikation folgendes Beispiel aus der Gesichtserkennung:
| Klassifikator    | global | konventionell                                                                  |
| Bild             | |                                                                                |
| erkannte Klassen | Gesicht | Auge, Nase, Mund                                                               |
| Zweck            | das Bild wird als eines erkannt, auf dem ein Gesicht zu sehen ist es kann von anderen Bildern unterschieden werden | Das Gesicht wird erkannt und kann von anderen Gesichtern unterschieden werden. |